# Hypsiboas goianus
Espèce
Synonymes
- Hyla polytaenia goiana Lutz, 1968
- Hyla goiana Lutz, 1968

Statut de conservation UICN

 LC  : Préoccupation mineure
Hypsiboas goianus est une espèce d'amphibiens de la famille des Hylidae.

## Répartition
Cette espèce est endémique du Brésil. Elle se rencontre entre 600 et 1 100 m d'altitude dans les États de Goiás et du Minas Gerais, et dans le District fédéral,.

## Étymologie
Son nom d'espèce lui a été donné en référence à son lieu de découverte, l'État de Goiás.

## Publication originale
- Lutz, 1968 : Geographic variation in Brazilian species of Hyla. Pearce-Sellards Series, Texas Memorial Museum, vol. 12, p. 3-13.